# Önvédelmi fegyver (regény)
Az Önvédelmi fegyver (eredeti angol címén: The House Gun) Nadine Gordimer regénye, amely először 1998-ban jelent meg a Bloomsbery kiadónál. Magyarországon az Ulpius-ház Könyvkiadónál jelent meg 2001-ben Rudolf Endre fordításában.

## Történet
|  | Alább a cselekmény részletei következnek! |

A regény cselekménye Dél-Afrikában játszódik, nem sokkal az apartheidrendszer megszűnése után. Főszereplői Harald és Claudia, egy negyvenes évei végén járó, jó körülmények között élő, fehér házaspár, valamint egyetlen fiuk, Duncan, aki építészmérnökként dolgozik, és már évek óta nem él együtt a szüleivel.

### Első rész
1986. január 19. péntek. Duncant letartóztatják gyilkosság vádjával. A szülőket természetesen megrázza a hír, és a fiuk segítségére sietnek. Egyidejűleg végig próbálják megérteni, hogyan történhetett ez meg. Szembesülniük kell a ténnyel, hogy nem ismerték fiuk életét, barátait, érzéseit. Nem tudtak róla, hogy korábban homoszexuális kapcsolata is volt, és továbbra is együtt él homoszexuális emberekkel, akik a barátai. Nem tudtak a szerelméről, a lányról, akit már többször is megmentett saját önpusztító hajlamaival, öngyilkossági kísérleteivel szemben. Nem tudtak róla, hogy fekete barátai is vannak, és meglepődnek, amikor Duncan fekete ügyvédet kér fel a saját védelmére. Mindazonáltal továbbra is mindenben támogatják Duncant.
A gyilkosság indítéka féltékenység. Duncan január 18-án éjjel együtt rajtakapta barátnőjét szerelmét az egyik barátjával, Carl Jespersennel, azzal a férfival, akivel Duncannek korábban homoszexuális kapcsolata is volt. Duncan nem képes feldolgozni a látványt, és másnap, amikor Carllal véletlen újra találkozik, a házban tartott önvédelmi fegyverrel fejbe lövi.

### Második rész
A regény második részében már Duncan szemszögéből is megtudhatjuk, ő hogyan érzi magát azután, hogy gyilkolt. Egyszersmind végigkövetjük a tárgyalás teljes menetét a tanúk és a vádlott kihallgatásával kezdődően, a vád és a védelem beszédén át, egészen a ítélethozatalig, és annak indoklásáig. A per kulcsfontosságú tényezője, annak bebizonyítása, hogy Duncan nem előre megfontolt szándékkal, hanem pillanatnyi eszméletkihagyás állapotában követte el. A per során kiderül, hogy Duncan volt barátnője, Natalie terhes, de a lány nem tudja, és nem is érdekli, hogy a baba Duncan vagy Carl gyermeke-e. A védelem a lány közömbösségét és ellenségességét a vádlottal szemben sikeresen használja fel Duncan védelmében.
Az ítélethozatal után látszólag minden visszatér a normális kerékvágásba. A jog azonban nem válaszolja meg a szülők kérdését, hogy történhetett mindez meg a fiukkal, és nem ad választ Duncan számára sem arra a kérdésre, hogyan építheti fel újra a saját életét azután, hogy elvette valaki más életét. Duncan úgy dönt, arra kéri szüleit, hogy támogassák Natalie gyermekét.
|  | Itt a vége a cselekmény részletezésének! |

## Megjelenések

### Angol nyelven
1. The House Gun, Bloomsbery, London, 1998[2]

### Magyarul
1. Önvédelmi fegyver; ford. Rudolf Endre; Ulpius-ház, Bp., 2001 ISBN 9639348252

## Külső hivatkozások
- The House Gun a www.readinggroupguides.com oldalán
- http://www.enotes.com/house-gun-salem/house-gun